# 奇尔加奥恩
奇尔加奥恩（Chirgaon），是印度北方邦Jhansi县的一个城镇。总人口14105（2001年）。

## 人口
该地2001年总人口14105人，其中男性7508人，女性6597人；0—6岁人口1913人，其中男1069人，女844人；识字率67.42%，其中男性为74.80%，女性为59.03%。